# Kipčaki
I kipčaki, noti anche come qipčaq o poloviziani, furono una confederazione e un popolo di nomadi turco-altaici che si stanziarono nel Medioevo in alcune regioni della steppa eurasiatica. Menzionati per la prima volta nell'VIII secolo come parte del Secondo Khaganato turco, molto probabilmente abitavano nei pressi dell'Altaj da dove si espansero nei secoli successivi, prima come parte del Khanato Kimeko e, successivamente, all'interno di una confederazione con i cumani; negli spostamenti verso occidente che ne seguirono, alcuni gruppi di kipčaki si trasferirono nella steppa pontico-caspica, Syr Darya e Siberia. La confederazione cumano-kipčaka fu conquistata dall'Impero mongolo all'inizio del XIII secolo, ma essi continuarono ad esercitare un certo ruolo in Europa nelle vicende che riguardarono il Regno d'Ungheria, la Rus' di Kiev e l'Orda d'Oro.

## Denominazione
L'etimologia popolare dei kipčaki postulava che il termine significasse "albero cavo"; secondo una nota leggenda tramandata da tale tribù, la donna che diede origine alla loro stirpe avrebbe partorito suo figlio all'interno di un albero cavo. Il linguista ungherese Gyula Németh fa notare che il termine siberiano qıpčaq, "arrabbiato, irascibile", è attestato nel solo dialetto siberiano Sağay (legato alla lingua chakassa). Klyashtorny collega kipčaki a qovï, qovuq, "sventurato, sfortunato"; tuttavia Peter Benjamin Golden percepisce una migliore corrispondenza con qïv, "buona sorte" e nel suffisso aggettivale -čāq. Al di là di tutte queste ricostruzioni, Golden sottolinea che la forma e l'etimologia originali dell'etnonimo "rimangono un argomento controverso e oggetto di speculazione".
La denominazione appare occasionalmente traslitterata in altre lingue, tra cui le seguenti: in arabo قفجاق‎?, Qifjāq; in persiano  قبچاق‎, Qabčāq/Qabcâq; in georgiano ყივჩაღები?, Qivçaghebi; in turco Kıpçak; in tataro di Crimea: Qıpçaq; in karachay-balkar: Къыпчакъ, Qıpçaq; in kazako Қыпшақ?; cumucco: Къыпчакъ, Kıpçak; nogai: Кыпчак; in uzbeko: Qipchoq, Қипчоқ/قىپچاق; in uiguro: قىپچاق, Qipchaq/Қипчақ; in kirghiso: Кыпчак, Qıpçaq; in nogai: Кыпчак; in romeno Copceac; 欽察 ~ 欽 叉 ~ 可 弗 叉 ~ 克 鼻 稍S, Qīnchá ~ Qīnchā ~ Kěfúchā ~ KèbíshāoP.
Il russo "Polovtsy" (Половецкие пляски, tr. Polovetskie plyaski) sta ad indicare il nome assegnato ai kipčaki e ai cumani dal popolo rus': così si spiega anche l'etimo delle danze polovesiane contenute alla fine del secondo atto dell'opera di Aleksandr Borodin intitolata Il principe Igor'.

## Antropologia
Nella steppa popolata dai kipčaki, tra l'XI e il XIII secolo ebbe luogo un complesso processo di assimilazione e consolidamento etnico: le tribù occidentali assorbirono alcuni degli oghuz, dei peceneghi, degli antichi baschiri, dei bulgari e di ulteriori etnie; i kipčaki orientali si fusero invece soprattutto con i kimeki, i qarluq e i kara khitay. Nonostante tali mescolanze, l'etnonimo kipčaki veniva utilizzato in maniera indifferente.
I primi resoconti operati dai cinesi non menzionano informazioni particolari sulle comunità kipčake; tuttavia, nello Yuanshi, la storia della dinastia Yuan, si afferma che il generale Tutuha fosse affiliato alla tribù kipčaka degli ölberli e, secondo lo Zizhi Tongjian di Sima Guang, opera del XVII secolo, i kipčaki possedevano 'occhi blu [o verdi] e capelli rossi' (nella versione originale: "青 目赤 髪"); Lo storico Bretschneider suggerì che, in tale contesto, i cinesi confondessero i kipčaki con i russi appena arrivati. Dello stesso avviso è anche l'antropologo russo Oshanin (1964: 24, 32), il quale osserva che "il fenotipo 'mongoloide', tipico dei kazaki e dei kirghizi moderni, prevale tra i teschi dei nomadi qipčaq e peceneghi rinvenuti nei kurgani dell'Ucraina orientale"; Lee & Kuang (2017) propongono che la scoperta di Oshanin sia spiegabile assumendo che i discendenti moderni degli antichi kipčaki siano i kazaki occidentali del Cavallo Minore, i cui uomini possiedono un'alta frequenza della sotto clade C2b1b1 dell'aplogruppo C2 (dal 59,7 al 78%). Lee e Kuang evidenziano inoltre che l'alta frequenza (63,9%) dell'aplogruppo Y-DNA R-M73 nei caracalpachi dell'Orda Centrale permette di speculare sulla genetica dei loro antenati medievali: si spiegherebbe così perché i kipčaki medievali erano descritti fisicamente con "occhi blu [o verdi] e capelli rossi. Secondo gli antropologi ucraini, i kipčaki avevano caratteristiche fenotipiche sia dei caucasici che dei mongoloidi", ovvero una larga faccia piatta e un naso sporgente. La ricercatrice E.P. Alekseeva ha focalizzato l'attenzione sul fatto che sulle lapidi realizzate da tale popolazione nomade i visi presentano facce sia mongoloidi che europoidi. Tuttavia, a suo parere, la maggior parte dei kipčaki, stabilitisi in Georgia nella prima metà del XIII secolo, erano prevalentemente europoidi con qualche mescolanza di tratti mongoloidi. Si trattava comunque di un periodo in cui i cumani si erano fortemente mescolati a loro: nel corso dell'espansione turca, i kipčaki migrarono ancora più verso l'Europa, recandosi in varie regioni della Russia europea (nello specifico, dai monti Urali al bacino del Volga).

## Storia
I kipčaki sono stati per la prima volta menzionati con sicurezza dal geografo persiano Ibn Khordadhbeh nel suo Libro sulle Strade e dei regni come la tribù turca più settentrionale assieme ai Toquz Oghuz, i qarluq, i kimeki, gli oghuz, i J.f.r. (un punto dell'opera non chiaro a livello filologico con cui forse si indicano i chigili, localizzati nei pressi del lago Ysyk-Köl, o i majğar), i peceneghi, i turgesh, gli Aðkiš e i kirghizi dell'Enisej. I kipčaki figurano forse nell'iscrizione Moyun Chur dell'VIII secolo come Türk-Qïbchaq, nella parte in cui si dice che facevano parte da 50 anni nel Secondo Khaganato turco. Sebbene a primo acchito l'attestazione possa sembrare abbastanza chiara, in realtà i danni sull'iscrizione lasciano leggibili solo le due lettere -čq (𐰲𐰴) (* -čaq o čiq). Non è certo inoltre se i kipčaki possano essere identificati, secondo Klyashtorny, con l'espressione [Al]tï Sir nelle iscrizioni dell'Orkhon (薛延陀, Xueyantuo), o con gli Juéyuèshī (厥越失) nelle fonti cinesi; tuttavia, Zuev (2002) ha identificato Juéyuèshī 厥越失 (CM * kiwat-jiwat-siet) con toponimo Kürüshi nella valle del fiume Išim (in cinese: Ayan <CM. 阿 豔 * a-iam <OTrk. Ayam) nella depressione di Tuva. Le relazioni intessute tra kipčaki e cumani non risultano del tutto chiare.
Mentre facevano parte del Khaganato turco, molto probabilmente abitavano la regione dell'Altaj. Quando il Khaganato crollò, essi entrarono a far parte della confederazione kimeka, con cui si espansero fino ai fiumi Irtyš, Išim e Tobol, apparendo in futuro in fonti islamiche. Nel IX secolo, Ibn Khordadbeh riportava che i kipčaki erano riusciti a imporre la propria autonomia all'interno della confederazione kimeka per poi continuare ad esercitare una certa influenza nell'VIII o all'inizio del IX secolo. Nel X secolo l'Hudud al-Alam afferma che i kimeki avevano nominato un sovrano di origine kipčaka e che da allora, col passare del tempo, i popoli nomadi si erano spinti nelle terre degli oghuz e dei sighnaq a Syr Darya, rendendola il cuore pulsante della confederazione. Alcuni kipčaki si spostarono invece in Siberia, mentre altri a ovest durante la migrazione Qun. Alla luce di queste affermazioni, si possono individuare tre gruppi kipčaki:
- I kipčaki delle steppe pontico-caspiche;
- I kipčaki del Syr Darya, associati alla dinastia regnante in Corasmia;
- I kipčaki della Siberia, antenati dei tartari siberiani.

L'inizio dell'XI secolo vide una massiccia migrazione nomade turca verso il mondo islamico: notizie delle prime ondate riguardano il Khanato dei karakhanidi nel 1017-1018. Non è noto se i cumani avessero nel frattempo sottomesso i kipčaki convincendoli ad unirsi a loro o se fossero semplicemente a capo delle tribù turche. Ciò che sembra certo, è che ne XII secolo le due confederazioni separate di cumani e kipčaki si fusero.

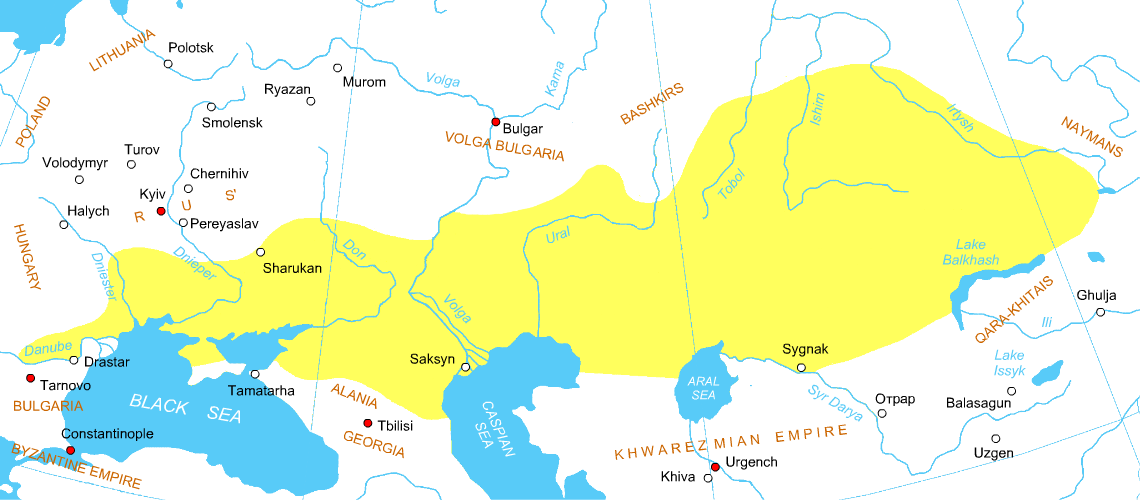
Cumania nel 1200 circa

I mongoli sconfissero gli alani dopo aver convinto i kipčaki ad abbandonarli facendo leva sulla loro somiglianza in ambito linguistico e culturale: più tardi, tuttavia, i kipčaki non prevalsero più negli scontri. Al seguito del khan Köten, i kipčaki cercarono rifugio nella Rus' di Kiev, dove combinarono parecchi matrimoni, uno dei quali relativo proprio al genero di Köten Mstislav Mstislavič di Galizia. I ruteni e i kipčaki stipularono un'alleanza contro i mongoli e si incontrarono al Dnepr per individuarli: trascorsi otto giorni di inseguimento, i due schieramenti si incontrarono all'altezza del fiume Kalka (1223). I kipčaki, i quali erano famosi come arcieri a cavallo allo stesso modo dei mongoli, agivano come avanguardia e come ricognitori. Quando gli asiatici misero in atto una finta ritirata, la coalizione ruteno-kipčaka li inseguì e si trovò in trappola: dalle colline circostanti spuntarono infatti i rinforzi che attendevano di colpire. I kipčaki in fuga furono inseguiti dalla cavalleria avversaria e i combattenti ruteni vennero praticamente massacrati.
I kipčaki che vivevano ancora in maniera non sedentaria risultarono i principali bersagli dei mongoli quando questi attraversarono il Volga nel 1236. Alcuni degli sconfitti entrarono a far parte dell'armata mongola, mentre chi fuggiva tentava di trovare un posto sicuro in Europa a ovest.
A seguito della dissoluzione della confederazione, i cumani e i kipčaki si guadagnarono la fama di potenti mercenari in Europa. Altri vennero fatti prigionieri e furono venduti come schiavi, perlopiù ai mamelucchi in Egitto, ma tra chi scelse di recarsi di propria spontanea volontà nel Nordafrica figurano uomini che avrebbero raggiunto il grado di sultano o avrebbero detenuto il ruolo di autorità regionale in qualità di emiri o bey. Alcuni dei mamelucchi guidati dal sultano Baybars avrebbero combattuto di nuovo i mongoli sconfiggendoli nella battaglia di Ayn Jalut e in quella di Elbistan.

### Ungheria e Romania
In fuga dai mongoli, il khan Köten condusse con sé 40.000 famiglie in Ungheria, dove re Bela IV concesse loro rifugio in cambio della loro cristianizzazione. I rapporti con i magiari non erano stati buoni fino ad allora, tanto che tra gli scontri principali si possono annoverare quello del 1089 ai danni di Ladislao I d'Ungheria e quello contro il principe russo Vladimiro Monomaco nel XII secolo. Pur essendo entrati nel regno d'Ungheria (Kunság) nei pressi dei Carpazi, la nobiltà magiara non vide mai di buon occhio la presenza di tale comunità sul proprio territorio e complottò per uccidere Köten: quando ciò avvenne, nel 1241, i rifugiati abbandonarono l'Ungheria non senza dar luogo a incursioni nei villaggi che trovavano sulla loro strada. In seguito invasero i territori di Moldavia, Valacchia e parte della Transilvania, proseguendo da lì i loro saccheggi dell'Impero bizantino e nel Secondo Impero bulgaro.

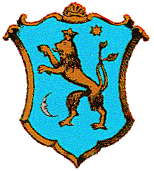
Stemma della Cumania moldava come feudo dei Re d'Ungheria

Stemma dei Basarab, la prima dinastia reale valacca (e quindi rumena), di origine cumana

Di origine cumana furono alcuni re sia ungheresi (si ricorda soprattutto Ladislao il Cumano (1262 - 1290), che fu anche scomunicato e contro di cui il papa Niccolo IV organizzò una crociata che lo portò alla morte) sia rumeni (tra i quali il primo re di Ungro-Valacchia, Basarab I di Valacchia, di fatto considerato il primo re "rumeno" anche nella Romania di oggi).

## Lingua
Nella confederazione si parlavano lingue turche, nello specifico il kipčak e il cumano. La più importanza testimonianza sulla struttura linguistica è fornita dal Codex Cumanicus, scritto da mercanti italiani e missionari tedeschi tra il 1294 e il 1356 e conservato nella biblioteca nazionale Marciana di Venezia. Si trattava di un manuale linguistico per la lingua cumana del Medioevo, progettato per aiutare i missionari cattolici a comunicare con il popolo nomade. Esso consisteva in un glossario latino-persiano-cumano, osservazioni grammaticali, elenchi di beni di consumo e indovinelli cumani. La presenza in Egitto di mamelucchi di lingua turca dovette sicuramente stimolare la produzione di nuovi testi: si pensi infatti al fatto che un discreto numero di glossari di grammatica cumano-kipčako-araba apparve nelle aree abitate dai mamelucchi nel XIV e XV secolo. In riferimento all'origine di alcuni termini linguistici, non è stata ancora dimostrata una qualche assonanza tra l'idioma parlato dai mongoli e quello dei nomadi dell'Asia centrale.
Quando gli esuli della diaspora armena si trasferirono dalla penisola di Crimea nei pressi del confine odierno tra Polonia e Ucraina, alla fine del XIII secolo, portarono con sé anche la lingua kipčak, essendo quella in cui tradizionalmente si esprimevano: durante il XVI e il XVII secolo, la lingua turca tra le comunità armene su diffuse influenzando alcuni elementi armeni con quelli linguistici dell'Asia centrale. La destinazione finale per chi si trasferì a ovest partendo dall'Armenia è individuabile nelle aree di Leopoli e Kam"janec'-Podil's'kyj, oggi Ucraina occidentale.
La lingua cumana scomparve dall'Ungheria, area in cui tale popolazione si stanziò per diversi secoli, nel XVII o XVIII secolo, forse in seguito all'occupazione turca. L'ultimo parlante che riusciva a esprimersi sia pur a livello elementare fu István Varró di Karcag, morto nel 1770.

## Religione

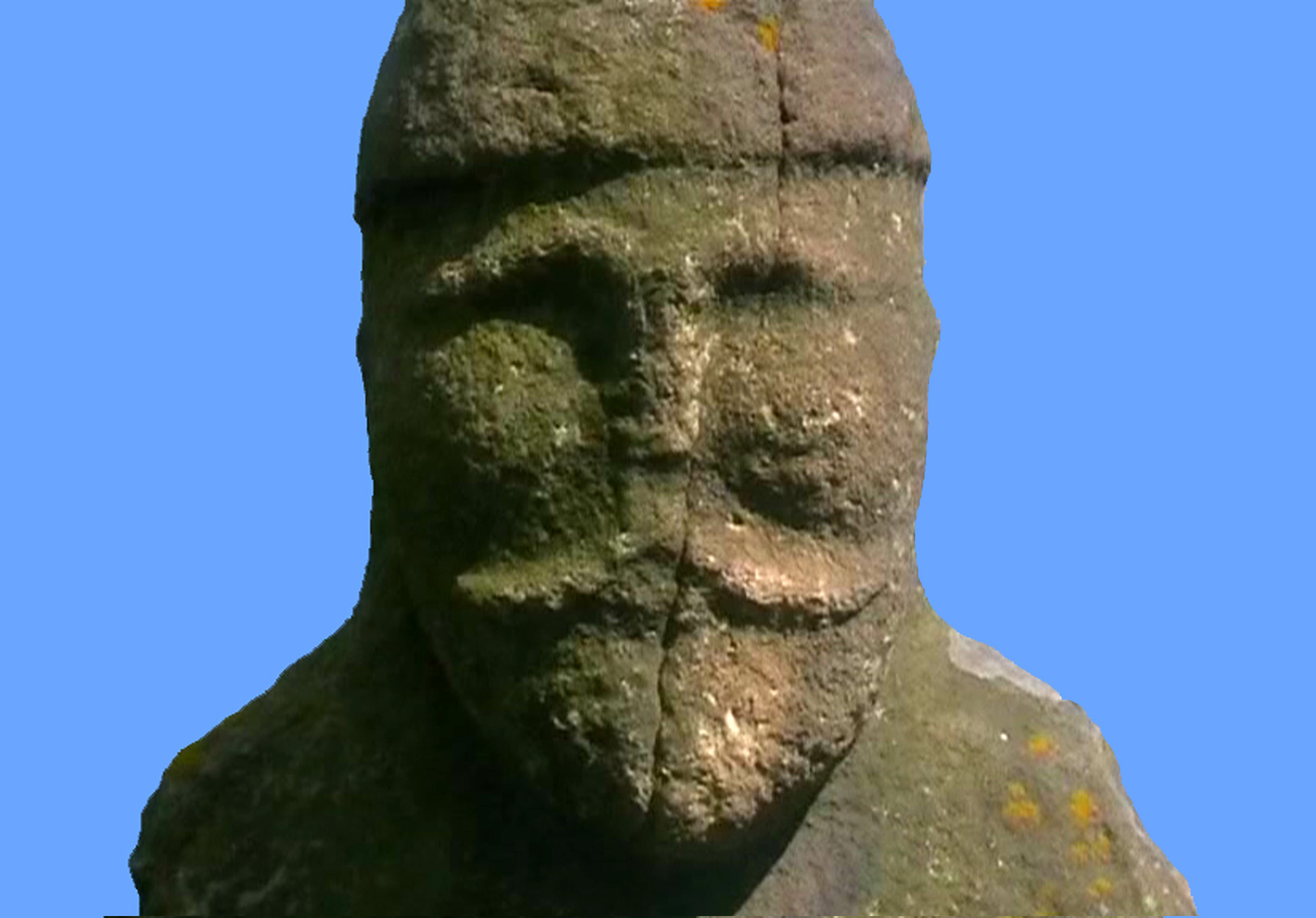
Scultura balbal risalente al XII secolo a Luhans'k

Il popolo cumano praticava il tengrismo, una religione caratterizzata da sciamanesimo, animismo, totemismo, sia politeismo che monoteismo e adorazione degli antenati. La conversione all'islam avvenne solo per quei gruppi che si stanziarono nei pressi di potenze musulmane. Si ha testimonianza di alcuni cumano-kipčaki noti per essersi convertiti al cristianesimo intorno all'XI secolo su suggerimento dei georgiani, alleandosi pertanto con essi nei conflitti contro i musulmani. Molti furono battezzati su richiesta del monarca georgiano Davide IV, il quale sposò anche una figlia del khan kipčako Otrok. Dal 1120 prese forma una chiesa cristiana nazionale kipčaka oltre che un apparato clericale come presente nell'Europa occidentale. Dopo l'invasione mongola della Russia, l'islam si diffuse anche tra i kipčaki residenti nell'Orda d'Oro, Stato che finì tra l'altro per accettare proprio quella fede quando al potere salì Uzbek Khan nel 1313.

## Confederazioni

### Kimeka
La confederazione o unione tribale in cui i kipčaki entrarono nell'VIII o all'inizio del IX secolo risultava una delle sette tribù conosciute nella storiografia come unione dei kimeki (o dei kimäk): le iscrizioni turche non identificano tuttavia lo stato con quel nome. Il trattato di geografia intitolato Hudud al-Alam del X secolo riferisce della "regione dei Kīmāk", governata da un khagan (re) che dispone di undici luogotenenti i quali detengono feudi ereditari; sempre nella stessa opera, si riferisce che era stato eletto sovrano un re di etnia kipčaka. Nell'Andar Az Khifchāq si fa riferimento alla confederazione alla stregua di una potenza, un paese detto in termini moderni (nāḥiyat) dei Kīmāk, "i cui abitanti assomigliano ai Ghūz in alcune usanze".
Nel IX secolo Ibn Khordadbeh annovera la grande autonomia che erano riusciti a guadagnarsi i kipčaki all'interno della confederazione kimeka.

## Genetica
Uno studio genetico pubblicato su Nature nel maggio 2018 ha esaminato i resti di due individui kipčaki di sesso maschile sepolti tra il 1000 d.C. e il 1200 d.C. circa. Nel primo sono stati trovati caratteri dell'aplogruppo paterno C e dell'aplogruppo materno F1b1b, da cui è emersa "una maggiore ascendenza dell'Asia orientale". L'altro è risultato essere un portatore dell'aplogruppo materno D4 e mostrava «una pronunciata ascendenza europea».

## Lascito

### Popoli e lingue kipčake
Il ramo nordoccidentale moderno delle lingue turche viene spesso indicato come ramo kipčako. Le lingue in questo ramo sono per lo più considerate discendenti della lingua kipchak e, per metonimia, anche le persone che le parlano possono essere chiamate popoli kipčaki. Alcuni dei gruppi tradizionalmente inclusi sono i carachi, i tartari della Siberia, i nogai, i baschiri, i kazaki, i kirghisi, i tatari del Volga e i tatari della Crimea (in quest'ultima regione esiste anche un piccolo insediamento chiamato Kipčak). Con Qypshaq, un termine che trae la sua etimologia da "Kipchak" nella lingua kazaka, ci si riferisce a una delle tribù costituenti della confederazione della Media Orda del popolo kazako. "Kipchak" si rintraccia anche come cognome in Kazakistan.

## Kipčaki illustri
Confederazioni kipčaka
- Ayyub Khan (fl. 1117), capo kipčako.
- Bačman (fl. 1229–1236), capo attivo nel Basso Volga.
- Qačir-üküle (fl. 1236), capo attivo nel Basso Volga.
- Köten (fl. 1223–1239), a capo delle 40.000 famiglie che chiesero udienza al re di Ungheria in fuga dai mongoli. Fu assassinato a Pest dai nobili ungheresi.

Discendenti di spicco
- Al-Mansur Qalawun, sultano mamelucco d'Egitto (al potere dal 1279 al 1290)
- Baybars, sultano mamelucco d'Egitto (al potere dal 1260 al 1277)
- Faris ad-Din Aktai, emiro mamelucco